# Церетели, Кора Давидовна
Кора Давидовна Церетели (груз. კორა წერეთელი; 15 августа 1930, Тифлис, Грузинская ССР, ныне Тбилиси, Грузия) — советский грузинский и российский киновед, критик и сценарист. Кандидат искусствоведения (1968).  Заслуженный деятель искусств Грузинской ССР (1979).

## Биография
В 1952 году окончила английское отделение Тбилисского института иностранных языков. Работала заведующей отделом литературы и искусства редакции газеты «Заря Востока» (Тбилиси), собственным корреспондентом газеты «Советская культура». В 1960 году вступила в КПСС.
С 1963 года — старший редактор Комитета кинематографии при Совете Министерства Грузинской ССР. В 1974—1993 годах преподавала на кафедре киноведения Тбилисского театрального института им. Руставели.
Автор книг и монографий о театре и кино, а также сценариев документальных и научно-популярных фильмов.
Член жюри XVI Московского международного кинофестиваля.

## Сочинения
- Юность экрана. Очерки истории грузинского немого кино. — Тбилиси, 1965.
- Николай Шенгелая. — М., 1968.
- Киноискусство Советской Грузии. — М., 1969.
- Вахтанг Бахтадзе. Мастера советской мультипликации. — М., Искусство, 1972;
- Лейла Абашидзе. — 1973.
- Додо Абашидзе. — 1976.
- Кино Грузии. — М., 1981.
- Известные имена. Биографические очерки об актёрах грузинского кино. — 1986.
- Пункт отправления — пункт прибытия... — 1986.
- Шесть премий Наны Джорджадзе. — 1987.
- Коммерческое кино: легенда и быль. — 1987.
- Лана Гогоберидзе. — 1987.
- Чёрно-белое кино Александра Рехвиашвили. Диалог с А. Р. — 1988.
- Тени забытых фильмов. — 1988.
- Для чего нам дан разум? — 1988.
- Родина. Судьба. Фильмы. — 1989.
- Своими глазами. О Сергее Параджанове. — 1990.
- Лестница в небо. О Тенгизе Абуладзе. — 1990.
- Роми Шнайдер. — 1992.
- Выжить, сохранить самобытность. — 1994.
- Параджаниада. — 1994.
- «Аниматека» как «уходящая натура». — 1995.
- Фрунзик Мкртчян. Я так думаю… — 2009.
- Мне Тифлис горбатый снится. — 2018.

## Награды
- 1979 — Заслуженный деятель искусств Грузинской ССР
- премия «Белый слон»
- премия «Золотой орёл» (Грузия)